# 鸿庞郡
鸿庞郡（越南语：／）是越南海防市下辖的一个郡。海防市许多政府机构位于该郡。

## 地理
鸿庞郡东接吴权郡，西接安阳郡，南接黎真郡，北接水源市和海阳省荆门市社。

## 历史
1961年7月5日，海防市重划市区为3区庯，买渃区庯、上下里区庯、上游区庯合并为鸿庞区庯。鸿庞区庯下辖明开小区、黄文树小区、光中小区、潘佩珠小区、范鸿泰小区、下里小区、所喻小区、上里小区、寨桎小区9小区。
1981年1月3日，越南调整行政区划通名。鸿庞区庯更名为鸿庞郡，明开小区更名为明开坊，黄文树小区更名为黄文树坊，光中小区更名为光中坊，潘佩珠小区更名为潘佩珠坊，范鸿泰小区更名为范鸿泰坊，下里小区更名为下里坊，所喻小区更名为所喻坊，上里小区更名为上里坊，寨桎小区更名为寨桎坊。
1981年5月18日，安海县雄王社安乐村划归鸿庞郡所喻坊管辖。
1993年11月23日，安海县馆算市镇和雄王社划归鸿庞郡管辖，馆算市镇改制为馆算坊，雄王社改制为雄王坊。
2020年1月10日，光中坊并入黄文树坊，范鸿泰坊并入潘佩珠坊。
2024年10月24日，越南国会常务委员会通过决议，自2025年1月1日起，安阳县大本社、安鸿社和安兴社划归鸿庞郡管辖，安鸿社改制为安鸿坊，安兴社改制为安兴坊，大本社改制为大本坊，下里坊和寨桎坊并入上里坊。

## 行政区划
鸿庞郡下辖10坊，郡人民委员会位于所喻坊。
- 安鸿坊（Phường An Hồng）
- 安兴坊（Phường An Hưng）
- 大本坊（Phường Đại Bản）
- 黄文树坊（Phường Hoàng Văn Thụ）
- 雄王坊（Phường Hùng Vương）
- 明开坊（Phường Minh Khai）
- 潘佩珠坊（Phường Phan Bội Châu）
- 馆算坊（Phường Quán Toan）
- 所喻坊（Phường Sở Dầu）
- 上里坊（Phường Thượng Lý）